# Wyspy Haswella
Wyspy Haswella (ang. Haswell Islands) – grupa skalistych wysepek na Oceanie Południowym, położonych niedaleko Wybrzeża Królowej Marii. Zostały odkryte przez ekspedycję Australasian Antarctic Expedition pod przewodnictwem Douglasa Mawsona, który nadał im nazwę Rookery Islands, pochodzącą od dużej kolonii pingwina cesarskiego znajdującej się na wyspie Haswell Island, największej wyspie archipelagu. W 1955 roku organizacja ANCA zaproponowała używanie nazwy Haswell w odniesieniu do całej grupy wysp.